# Parlamentswahlen in Niger 2011
Die Parlamentswahlen in Niger 2011 fanden am 31. Januar 2011 statt, Nachwahlen am 15. Mai 2011. Gewählt wurden die 113 Abgeordneten der Nationalversammlung Nigers.

## Hintergrund
Staatspräsident Mamadou Tandja (MNSD-Nassara) wurde am 18. Februar 2010 durch einen Militärputsch abgesetzt. Die neue Militärjunta, der Oberste Rat für die Wiederherstellung der Demokratie unter der Führung von Salou Djibo, setzte die Verfassung außer Kraft und löste die Nationalversammlung auf. Die Junta versprach eine rasche Rückkehr zu demokratischen Verhältnissen. Es wurde ein Übergangsparlament, der Nationale Konsultativrat, eingerichtet und eine neue Verfassung ausgearbeitet, die beim Referendum am 31. Oktober 2010 angenommen wurde.
Die Parlamentswahlen sollten am selben Tag wie die Präsidentschaftswahlen stattfinden. Die unabhängige staatliche Wahlkommission setzte den Wahltermin zunächst auf den 3. Januar 2011 fest und verschob ihn nach internen organisatorischen und finanziellen Problemen auf den 31. Januar 2011. Mehrere für die Parlamentswahlen eingereichte Kandidatenlisten wurden zurückgewiesen, aus organisatorischen Gründen und wegen veränderten Bedingungen beim passiven Wahlrecht: Zumindest drei Viertel der Kandidaten auf einer Liste mussten nunmehr einen höheren Schulabschluss besitzen. Letztlich wurden 74 von 141 eingereichten Listen zugelassen. Einige Parteien forderten vergeblich eine weitere Verschiebung der Wahlen. Bei einem Treffen des Obersten Rats für die Wiederherstellung der Demokratie mit Vertretern der großen Parteien am 24. Januar 2011 wurde beschlossen, am 31. Januar 2011 als Wahltermin festzuhalten, um den Zeitplan für die Machtübergabe vom Militär an demokratische gewählte Institutionen nicht zu gefährden.

## Ergebnisse
- PNDS-Tarayya: 39
- MNSD-Nassara: 26
- MODEN-FA Lumana Africa: 23
- ANDP-Zaman Lahiya: 8
- RDP-Jama’a: 7
- UDR-Tabbat: 6
- CDS-Rahama: 3
- UNI: 1

Von 6.740.493 registrierten Wählern gingen 3.317.935 zu den Urnen. Dies entspricht einer Wahlbeteiligung von 49,22 %. 3.230.498 Stimmzettel wurden als gültig und 87.437 Stimmzettel als leer bzw. ungültig gewertet. Der Wahltag verlief ohne größere Zwischenfälle. Die EU und die CEDEAO entsandten Wahlbeobachter. Die EU erklärte die Wahlen für transparent und grundsätzlich gut durchführt. Dieser Ansicht schloss sich die CEDEAO an.
Der Übergangsverfassungsgerichtshof veröffentlichte die Ergebnisse der Parlamentswahlen am 16. März 2011 und ordnete eine Wiederholung der Wahlen in der Region Agadez an, wo sechs Sitze zu vergeben waren. Diese Nachwahlen fanden am 15. Mai 2011 statt und brachten in Sitzen folgendes Ergebnis: PNDS-Tarayya 3, MODEN-FA Lumana Africa 2 und MNSD-Nassara 1.
In der folgenden Tabelle beziehen sich die Angaben zu Stimmenanzahl und Stimmenanteil auf den Wahlgang am 31. Januar 2011, während bei den Angaben zu den Sitzen auch das Ergebnis der Nachwahlen am 15. Mai 2011 berücksichtigt ist.
| Partei                                                                                     | Stimmenanzahl | Stimmenanteil | Sitze |
| ------------------------------------------------------------------------------------------ | ------------- | ------------- | ----- |
| Nigrische Partei für Demokratie und Sozialismus (PNDS-Tarayya)                             | 1.066.011     | 33,00 %       | 39    |
| Nationale Bewegung der Entwicklungsgesellschaft (MNSD-Nassara)                             | 664.525       | 20,57 %       | 26    |
| Nigrische Demokratische Bewegung für eine Afrikanische Föderation (MODEN-FA Lumana Africa) | 637.108       | 19,72 %       | 23    |
| Nigrische Allianz für Demokratie und Fortschritt (ANDP-Zaman Lahiya)                       | 242.770       | 7,51 %        | 8     |
| Bündnis für Demokratie und Fortschritt (RDP-Jama’a)                                        | 209.622       | 6,49 %        | 7     |
| Union für Demokratie und Republik (UDR-Tabbat)                                             | 175.876       | 5,44 %        | 6     |
| Demokratische und soziale Versammlung (CDS-Rahama)                                         | 105.828       | 3,28 %        | 3     |
| Nationale Union der Unabhängigen (UNI)                                                     | 32.018        | 0,99 %        | 1     |
| andere                                                                                     | 96.740        | 3,00 %        | –     |
| Gesamt                                                                                     | 3.230.498     | 100 %         | 113   |

## Folgen
Mahamadou Issoufou (PNDS-Tarayya) gewann am 21. März 2011 die Stichwahl bei den Präsidentschaftswahlen. Er leistete am 8. April 2011 seinen Amtseid. Der Oberste Rat für die Wiederherstellung der Demokratie gab wie angekündigt seine Macht an die demokratisch gewählten Institutionen ab. Am 19. April 2011 wurde der frühere Premierminister Hama Amadou (MODEN-FA Lumana Africa) zum Präsidenten der Nationalversammlung gewählt. Am 21. April 2011 ernannte Staatspräsident Issoufou die neue Regierung mit Brigi Rafini (PNDS-Tarayya) als Premierminister.